# サラト・チャンドラ・ダス
サラト・チャンドラ・ダス（英: Sarat Chandra Das、ベンガル語: শরৎচন্দ্র দাস、1849年 - 1917年）は、インドのチベット学者で、チベット語とチベット文化を研究した。1879年と1881年 - 1882年のチベット旅行によって知られる。

## 生涯
東ベンガルのチッタゴンでヒンドゥー教徒の家庭に生まれ、当時カルカッタ大学の一部をなしていたプレジデンシー・カレッジで学んだ。1874年、ダージリンのブーティアボーディングスクールの校長に任命された。同学校のチベット語教師であったラマのウゲン・ギャツォは、ダスにタシルンポ寺で学習するための通行証を1878年に用意した。翌1879年6月、ダスはウゲン・ギャツォとともにダージリンからチベットへと最初の旅に出た。2人はチベットに6か月滞在し、大量のチベット語とサンスクリットの文書を持ってダージリンに帰った。この文書は後にダスの研究の基本資料として使われた。1880年にダスはダージリンで持ち帰った情報の吟味をして過ごした。1881年11月、ダスとウゲン・ギャツォはチベットを再訪し、ヤルルン渓谷を探検したのち、1883年1月にインドに戻った。
一時期はイギリスのスパイとしてチベットを探検したり、チベット人・ロシア人・中国人に関する情報を集めるなどの仕事を行った。帰国した後にはチベット訪問の理由が露見し、交流のあった多くのチベット人が処罰された。後半生をダージリンで過ごしたダスは自宅を「ラサ・ヴィラ」と命名し、チャールズ・アルフレッド・ベルや河口慧海らの訪問を受けた。ケネス・ポール・ジョンソンによると、神智学協会の創設者であるヘレナ・P・ブラヴァツキーとヘンリー・スティール・オルコットは1882年にダスに会っている。
1886年、インド帝国勲章のコンパニオン (C.I.E.) に叙勲された。
キップリングの『少年キム』に出てくるムーケルジーのモデルは、ダスであるという説がある。

## 著作
- Contributions on the religion, history &c., of Tibet: Rise and progress of Jin or Buddhism in China. Publisher: s.n. (1882).
- Narrative of a journey to Lhasa in 1881-82. Publisher: s.n. (1885).
- Narrative of a journey round Lake Yamdo (Palti), and in Lhokha, Yarlung, and Sakya, in 1882. publisher: s.n (1887).
- Avadānakalpalatā: a collection of legendary stories about the Bodhisattvas. Asiatic Society. (1890)
- The doctrine of transmigration. Buddhist Text Society. (1893)
- Indian Pandits in the Land of Snow. Calcutta: Baptist Mission Press. (1893)
- Sarat Chandra Das; Graham Sandberg; Augustus William Heyde (1902). A Tibetan-English dictionary, with Sanskrit synonyms. Calcutta
  - ダスによる（共著）チベット語辞典。現在も再版利用される。日本で縮刷版が出版されている。
- Rockhill, William Woodville, ed (1902). Journey To Lhasa & Central Tibet. John Murray
  - ダスの探検を記した著書。のちに『Lhasa and Central Tibet』の題で再版。
- Autobiography: Narratives of the incidents of my early life. Calcutta: Indian Studies: Past & Present. (1969)
- An introduction to the grammar of the Tibetan language;: With the texts of Situhi sum-rtags, Dag-je sal-wai me-long and Situhi shal-lung. Darjeeling Branch Press. (1915)